# Abeltinu
Abeltinu è un cognome di lingua sarda.

## Varianti
Abeltino, Beltinu.

## Origine e diffusione
Cognome tipicamente sardo, è presente prevalentemente in Gallura.
Potrebbe derivare dal prenome medioevale Oberto o dal prenome Alberto.